# გ
გ（グルジア語: განი、/ganɪ/）は、現行のグルジア文字の3番目の文字である。

## 使用
ジョージア語では有声軟口蓋破裂音[g]を表す。記数法では数値3を表す。
ジョージア国内のラズ語でも使用されている。トルコ国内で使用されているラズ語ラテン・アルファベットの「G」に対応する。アブハズ語（1937年から1954年まで）およびオセット語（1938年から1954年まで） のグルジア文字表記法でも使用されていたが、現在はキリル文字が主に使われ、「Г」と記される。
ジョージア語のラテン文字化では「G」と記す。グルジア語の点字では記号⠛（U + 281B）となる。

## 字形
| アソムタヴルリ | ヌスフリ | ムヘドルリ | ムタヴルリ |
| -------------- | -------- | ---------- | ---------- |
|                |          |            |            |

## 符号位置
| 文字 | Unicode | JIS X 0213 | 文字参照          | 備考           |
| ---- | ------- | ---------- | ----------------- | -------------- |
| Ⴂ    | U+10A2  | -          | &#x10A2; &#4258;  | アソムタヴルリ |
| ⴂ    | U+2D02  | -          | &#x2D02; &#11522; | ヌスフリ       |
| Გ    | U+1C92  | -          | &#x1C92; &#7314;  | ムタヴルリ     |
| გ    | U+10D2  | -          | &#x10D2; &#4306;  | ムヘドルリ     |